# Alexandros Avranas
Alexandros Avranas (in greco Αλέξανδρος Αβρανάς?; Larissa, 1º novembre 1977) è un regista e sceneggiatore greco.

## Biografia
Nel 2008 Avranas ha vinto per il suo primo film intitolato Without, al Festival del cinema di Salonicco, il primo premio della serata, quello del miglior film di fantascienza, così come altri cinque premi.
Cinque anni più tardi, ha vinto il Leone d'Argento per la regia alla 70ª Mostra internazionale d'arte cinematografica di Venezia con Miss Violence. Avranas è stato anche co-sceneggiatore e co-produttore del film. Quest'ultima è una metafora sulla situazione attuale in Grecia, che narra la storia di una famiglia disfunzionale che cerca di elaborare il lutto a seguito della figlia.

## Filmografia
- Without (2008)
- Miss Violence (2013)
- Dark Crimes (2016)
- Love Me Not (2017)
- Quiet Life (2024)